# 주홍글씨 (1973년 영화)
《주홍글씨》(Der Scharlachrote Buchstabe, The Scarlet Letter)는 스페인에서 제작된 빔 벤더스 감독의 1972년 드라마 영화이다. 라파엘 알바이친 등이 주연으로 출연하였다.

## 출연

### 주연
- 라파엘 알바이친
- 센타 버거

### 조연
- 한스 크리스찬 블레흐
- 루 카스텔
- 에두아르도 파자르도
- 티토 가르시아

## 기타
- 미술: 아돌포 포피노

## 같이 보기
- 주홍 글씨 (동음이의)